# Lexington (Nebraska)
Pour les articles homonymes, voir Lexington.
La ville de Lexington est le siège du comté de Dawson, dans l’État du Nebraska, aux États-Unis. Sa population s’élevait à 10 230 habitants lors du recensement de 2010, estimée à 10 348 habitants en 2020.

## Géographie
Lexington est située dans le sud du Nebraska, sur les rives de la rivière Platte, au sud-est de la ville de North Platte.